# Gibson Atherton

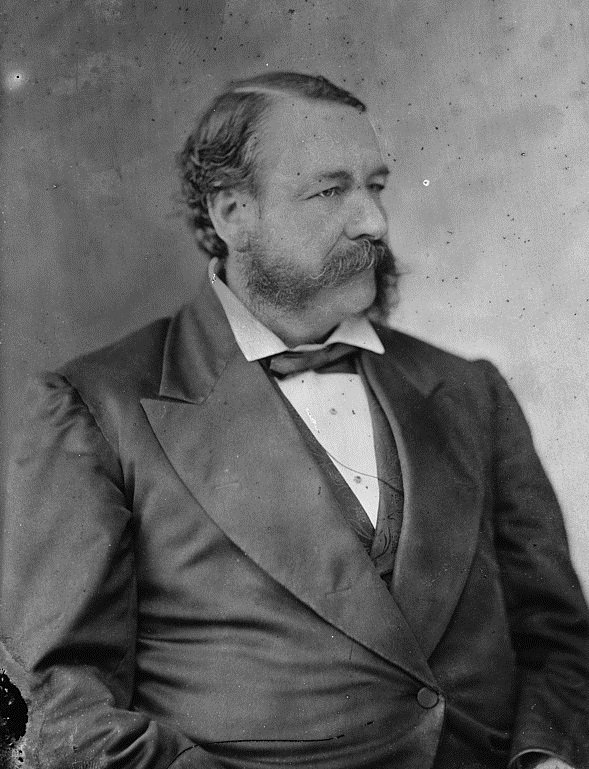
Gibson Atherton

Gibson Atherton (* 19. Januar 1831 bei Newark, Ohio; † 10. November 1887 ebenda) war ein US-amerikanischer Politiker. Zwischen 1879 und 1883 vertrat er den Bundesstaat Ohio im US-Repräsentantenhaus.

## Werdegang
Gibson Atherton besuchte die Denison University in Granville und studierte danach bis 1853 an der Miami University in Oxford. In den Jahren 1853 und 1854 war er Lehrer an der Osceola Academy in Missouri. Nach einem Jurastudium und seiner 1855 erfolgten Zulassung als Rechtsanwalt begann er in Newark in diesem Beruf zu arbeiten. 15 Jahre lang war er auch Präsident des dortigen Bildungsausschusses. In den Jahren 1857, 1859 und 1861 wurde er zum Staatsanwalt im Licking County gewählt. Zwischen 1860 und 1864 war er Bürgermeister der Stadt Newark. Politisch schloss er sich der Demokratischen Partei an. 1863 kandidierte er erfolglos für den Senat von Ohio. Drei Jahre später bewarb er sich ebenso ohne Erfolg um den Posten eines Berufungsrichters. Atherton saß außerdem zwei Jahre im Stadtrat von Newark. Im Juni 1876 nahm er als Delegierter an der Democratic National Convention in St. Louis teil, auf der Samuel J. Tilden als Präsidentschaftskandidat nominiert wurde.
Bei den Kongresswahlen des Jahres 1878 wurde Atherton im 14. Wahlbezirk von Ohio in das US-Repräsentantenhaus in Washington, D.C. gewählt, wo er am 4. März 1879 die Nachfolge von Ebenezer B. Finley antrat. Nach einer Wiederwahl im 13. Distrikt konnte er bis zum 3. März 1883 zwei Legislaturperioden im Kongress absolvieren. 1882 verzichtete er auf eine weitere Kandidatur. Im selben Jahr wurde Gibson Atherton für sechs Monate Richter am Supreme Court of Ohio. Danach praktizierte er wieder als Rechtsanwalt. Er starb am 10. November 1887 in Newark, wo er auch beigesetzt wurde.